# Meyer Fortes
Meyer Fortes (* 25. April 1906 in Britstown, Kapkolonie, Südafrika; † 27. Januar 1983 in Cambridge, Vereinigtes Königreich) war ein britischer Anthropologe, der für seine Arbeiten bei den Tallensi und Aschanti in Ghana bekannt ist.
Er verfolgte gleichzeitig eine Karriere als auf Sozial- und Kulturanthropologie spezialisierter Forscher und als Professor für Sozialanthropologie in Cambridge.
Ursprünglich als Psychologe ausgebildet, verwendete Fortes die Vorstellung von der „Person“ für seine struktural-funktionalen Analysen der Verwandtschaft, der Familie und der Ahnenverehrung und setzte den Maßstab für Studien zur sozialen Organisation afrikanischer Völker. Sein Buch Oedipus and Job in West African Religion (dt. „Ödipus und Hiob in westafrikanischen Religionen“) verband seine beiden Interessen und setzte einen Maßstab für vergleichende Ethnologie. Er schrieb auch ausgiebig über Themen wie beispielsweise Erstgeborene, Verwandtschaft und Divination.
Fortes erhielt seine anthropologische Ausbildung von Charles Gabriel Seligman an der London School of Economics. Fortes studierte zusammen mit Bronisław Malinowski und Raymond Firth. Zusammen mit seinen Zeitgenossen Alfred Radcliffe-Brown, Edmund Leach, Audrey Richards und Lucy Mair vertrat Fortes funktionalistische Ansichten, die auf empirischer Evidenz bestanden, um Analysen der Gesellschaft zu entwickeln.
Sein zusammen mit E. E. Evans-Pritchard herausgegebenes Werk African Political Systems (1940) begründete die Prinzipien der Segmentation und ausbalancierten Opposition, welches die Kennzeichen der afrikanischen politischen Anthropologie werden sollten.
Dieses Werk über politische Systeme in Afrika ist ein Dokument der politischen Anthropologie, das eine erste Klassifikation von Systemen versucht und eine Theoretisierung von Modellen vorschlägt. Es ist das Ergebnis von Feldstudien, die in acht weit auseinanderliegenden Gebieten Afrikas durchgeführt worden sind. Es werden die verschiedenen Typen sozialer Organisation beschrieben, wie sie bei einer Anzahl von afrikanischen Völkern angetroffen wurden (Zulu, Bamangwato, Bemba, Ankole, Kede, Bantu, Tallensi und Nuer).
Fortes hat auch die Herausgabe einiger weiterer Sammelwerke geleitet. Mit seinen Forschungen über Westafrika und über politische Systeme war er von Einfluss auf andere britische Anthropologen, insbesondere Max Gluckman, und spielte eine Rolle bei der Entwicklung der als Manchester-Schule bekannten Richtung der Sozialanthropologie, welche die Probleme der Arbeit im kolonialen Zentralafrika betont. Fortes verbrachte einen Großteil seiner Karriere als Dozent an der Universität Cambridge. 1964 wurde er in die American Academy of Arts and Sciences und 1967 in die British Academy gewählt. Seit 1972 war er gewähltes Mitglied der American Philosophical Society.

## Werke (Auswahl)
- Social and psychological Aspects of education in Taleland. Oxford University Press, London 1938.
- Mit Edward E. Evans-Pritchard, Hrsg.: African Political Systems. 1940.
- The dynamics of clanship among the Tallensi : being the first part of an Analysis of the Social Structure of a Trans-Volta Tribe. Oxford Univ. Press, London [u. a.] 1945.
- Social Structure: Studies Presented to A. R. Radcliffe-Brown. Clarendon Press, Oxford 1949
- Web of Kinship Among the Tallensi. The Second Part of an Analysis of the Social Structure of a Trans-Volta Tribe. Oxford University Press for the International African Institute 1949
- (Jack Goody, Hrsg.) The developmental cycle in domestic groups. Cambridge University Press, Cambridge 1958
- Oedipus and Job in West African Religion. 1959 
  - Ödipus und Hiob in westafrikanischen Religionen. Übersetzung Klaus Figge. Frankfurt am Main: Suhrkamp, 1966
- Cambridge Papers in Social Anthropology. Cambridge University Press 1962
- Marriage in tribal societies. Cambridge University Press, Cambridge 1962
- Kinship and the Social Order: The Legacy of Lewis Henry Morgan. Chicago Aldine Publishing Company, Chicago 1969
- Time and Social Structure and Other Essays. 1970
- (Hrsg.) Social Structure 1970
- (mit Sheila Patterson, Hrsg.) Studies in African Social Anthropology 1975
- (Jack Goody, Hrsg.) Religion, morality and the person: essays on Tallensi religion. Cambridge : Cambridge University Press, 1987